# Wilhelm Dunker (Redakteur)
Wilhelm Dunker (* 25. Dezember 1829 in Hasselfelde am Harz; † 3. Dezember 1902 in Stettin) war ein deutscher Buchhändler, Philologe, Publizist, Zeitungsredakteur und Dichter. Er wirkte ab 1855 in Stettin, wo er zunächst die Pommersche Zeitung, dann die Oderzeitung und später die Deutsche Fischereizeitung leitete.

## Leben
Dunker, der in früher Kindheit seinen Vater, einen braunschweigischen Steuerbeamten, verloren hatte, kam mit der Mutter nach Braunschweig. Hier besuchte er eine Realschule und begann im Alter von 15 Jahren eine Ausbildung in der Westermannschen Buchdruckerei. In der Freizeit widmete er sich dem Studium der englischen, französischen Sprache und dem Latein. 1850 arbeitete er zunächst in einer Druckerei in Düsseldorf, ging aber schon nach einem Jahr seinem Plan nach die Sprachen zu vervollkommnen und reiste nach Paris, Fontainebleau und London. Dort wurde er Lehrer für Deutsch und Französisch an einer Methodistenschule. Im Winter 1855 kehrte zu seiner Mutter nach Braunschweig zurück und versuchte sich seinen Lebensunterhalt durch die Erteilung von fremdsprachlichem Unterricht zu verdienen. Im Jahr 1856 ließ er sich  in Stettin nieder und arbeitete zunächst als Korrektor in einer Druckerei und als Privatlehrer für Englisch und Französisch. Von 1859 bis 1863 war er als Nachfolger von Hermann Grieben verantwortlicher Redakteur der Pommerschen Zeitung, einer 1849 unter dem Titel Pommersche Bürgerzeitung gegründeten, bis 1866 erscheinenden Tageszeitung. Er trat 1861 als Teilhaber in die Druckerei Herrcke und Lebeling ein und schloss an diese später einen Verlag an. 1863 wurde er verantwortlicher Redakteur der von ihm selbst neu gegründeten, zweimal täglich erscheinenden Oderzeitung, die aber 1875 einging. Dunker gründete 1878 die wöchentlich erscheinende Deutsche Fischereizeitung, deren verantwortlicher Redakteur er war. Später wandte er sich der Sprachwissenschaft zu und war Mitautor eines Englisch-Deutschen Wörterbuches. Er hatte mehrere Töchter, die anlässlich seines 70. Geburtstags im Jahr 1899 unter dem Titel Aus der Jugendzeit eine Auswahl seiner Gedicht herausgaben.

## Werke (Auswahl)
- Lieder ohne Weisen. Fr. Nagel, Stettin 1856 (Gedichtsammlung).
- Der Prinz von Tarent. Dramatisches Gedicht. Fr. Nagel, Stettin 1857.
- Der Herr des Königs. 1860 (fünfaktiges Trauerspiel).
- Salomon de Caus. 1881.
- mit Wilhelm Ulrich: Neues Konversations-Wörterbuch der englischen und deutschen Sprache. Herrcke & Lebeling, Stettin 1887.
- Lehrbuch der Fischbereitung. Herrcke & Lebeling, Stettin 1889.
- Französisch für Arbeitsgemeinschaften und Selbstunterricht Methode Dunker-Bell. Stettin 1925.